# على كف عفريت (مسلسل)
على كف عفريت، مسلسل تلفزيوني مصري عرض في رمضان 1434هـ/2013م .

## قصة المسلسل
فاضل أبو الروس وقع في غرام عالم المال والأعمال الأمر الذي جعله شغوفا دائما بالاختلاط بعالم رجال المال وأصحاب الأرصدة البنكية والعيش داخل دوائرهم وليس على هامشها خاصة في أعقاب ثورة 25 يناير بعد أن انتاب هذه الطبقة حالة من القلق على مستقبلهم والكشف عن ماضيهم، يحوز فاضل على اهتمام هذه الطبقة بما لديه من قدرات في تركيبته الشخصية تجعله شخصية لافتة لهذا العالم فهو يتمتع بذكاء حاد يصل إلى درجة الدهاء ولديه عمق مصدره خلفيته وتجاربه الحياتية الامر الذي جعله بسماتها ومتناقضاتها تركيبة جذابة لعالم رجال المال، في وحدة زمنية ترصدها أحداث المسلسل يعيش فاضل وسط مجتمع جمعته مصلحة واحدة وحالة واحدة عقب ثورة 25 يناير وبدء محاكمة أعضاء النظام السابق لتبدأ الأحداث تتوالى في هذا المجتمع المصغر المحيط بشخصية «فاضل» في تلك الفترة فتأخذ الأحداث منحنى آخر ومسحة غموض لتكشف رويدا عن مفاجات في الأحداث وفي شخصية فاضل أبو الرواس وتاريخه وربما مصيره.

## بطولة
- خالد الصاوي
- كندة علوش
- محمد الشقنقيري
- نجلاء بدر
- أحمد وفيق
- رشا مهدي
- محمد أبو داوود
- أحمد حلاوة
- هنا شيحة
- راندا محمد علي
- مصطفى حشيش
- ملك قورة
- عبد الرحيم حسن
- لانا سعيد
- أميرة نايف
- أحمد صيام
- زكي فطين عبد الوهاب
- تميم عبده
- سمر مرسي